# وكل شيء ممكن
وكل شيء ممكن هو برنامج تلفزيوني عُرض رسميًا لأول مرة على قنوات التلفزيون الجزائري العمومي، البرنامج من إعداد وإخراج سعيد عولمي، وتقديم رياض بوفجي. يَعرض البرنامج حالاتٍ اجتماعية واقعية والمتمثلة في البحث وجمع الأفراد المفقودين بعائلاتهم.
في 18 أبريل 2015، وجه النائب بالبرلمان حسن عريبي إلى وزير الإتصال حميد قرين تقديم أسباب توقف البرنامج وطالب بإعادة إحياء البرنامج.